# The dream weaver
The dream weaver is het derde studioalbum, dat Gary Wright solo uitgaf. Het verscheen in juni 1975. Hij vermeldde bij dit album expliciet dat het een “album with keyboard music” was; bijna alle muziek op dit album werd onttrokken aan de toen beschikbare synthesizers. Daarmee was hij niet de eerste want de experimenteerdrift van sommige componisten binnen de klassieke muziek had al eerder dat soort albums opgeleverd. Binnen de popmuziek wordt vaak het album Switched-On Bach van Wendy Carlos als een van de eerste in dat genre aangemerkt. Een andere reden om het te vermelden ligt wellicht in het feit dat de synthesizers destijds nog niet voor vol werden aangezien en Queen beschouwde ze toen nog als verderfelijk voor de popmuziek. Zij vermeldden expliciet op hun eerste albums 'No synthesizers used'.
Het album, dat opgenomen is in de Sound Labs in Los Angeles, was een schot in de roos van Wright. Vooral in de Verenigde Staten verkocht het goed, het haalde de zevende plaats in de Billboard Album Top 200, maar pas ¾ jaar nadat het was uitgegeven. De van dit album afkomstige  singles Dream weaver en Love is alive verkochten ook goed met allebei een tweede plaats in de Billboard Hot 100. 
De titel is geïnspireerd op Paramahansa Yogananda; Wright had enige reizen naar het verre oosten achter de rug.

## Musici
- Gary Wright – zang, toetsinstrumenten (o.a. Fender Rhodes, Oberheim, Clavinet, Moog bass, Hammondorgel)
- David Foster, Bobby Lyle - toetsinstrumenten
- Jim Keltner, Andy Newmark – slagwerk
- Lorna Wright, Betty Sweet, David Pomeranz, Gary Wright- achtergrondzang
- Ronnie Montrose – gitaar op Power of love

## Tracklist
Alle nummers van Gary Wright, tenzij anders aangegeven

| Nr. | Titel                                 | Duur |
| --- | ------------------------------------- | ---- |
| 1.  | Love is alive                         | 3:54 |
| 2.  | Let it out (Jamie Quinn, Gary Wright) | 3:25 |
| 3.  | Can’t find the judge                  | 3:24 |
| 4.  | Made to love you                      | 3:45 |
| 5.  | Power of love                         | 3:32 |
| 6.  | Dream weaver                          | 4:17 |
| 7.  | Blind feeling                         | 4:45 |
| 8.  | Much higher                           | 3:00 |
| 9.  | Feel for me (Gary en Tina Wright)     | 4:58 |